# Ous estrellats

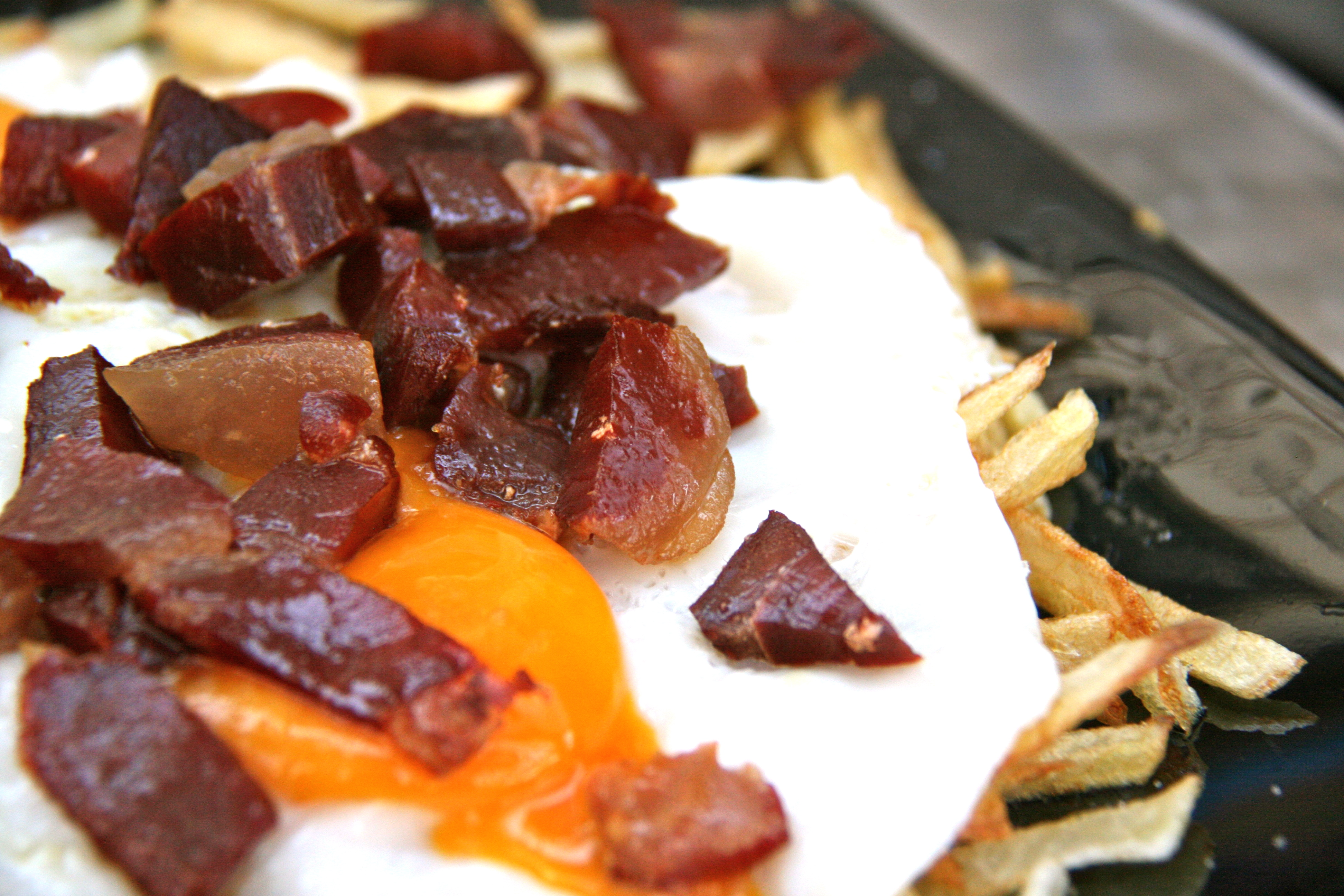
Detall d'ous remenats amb pernil.

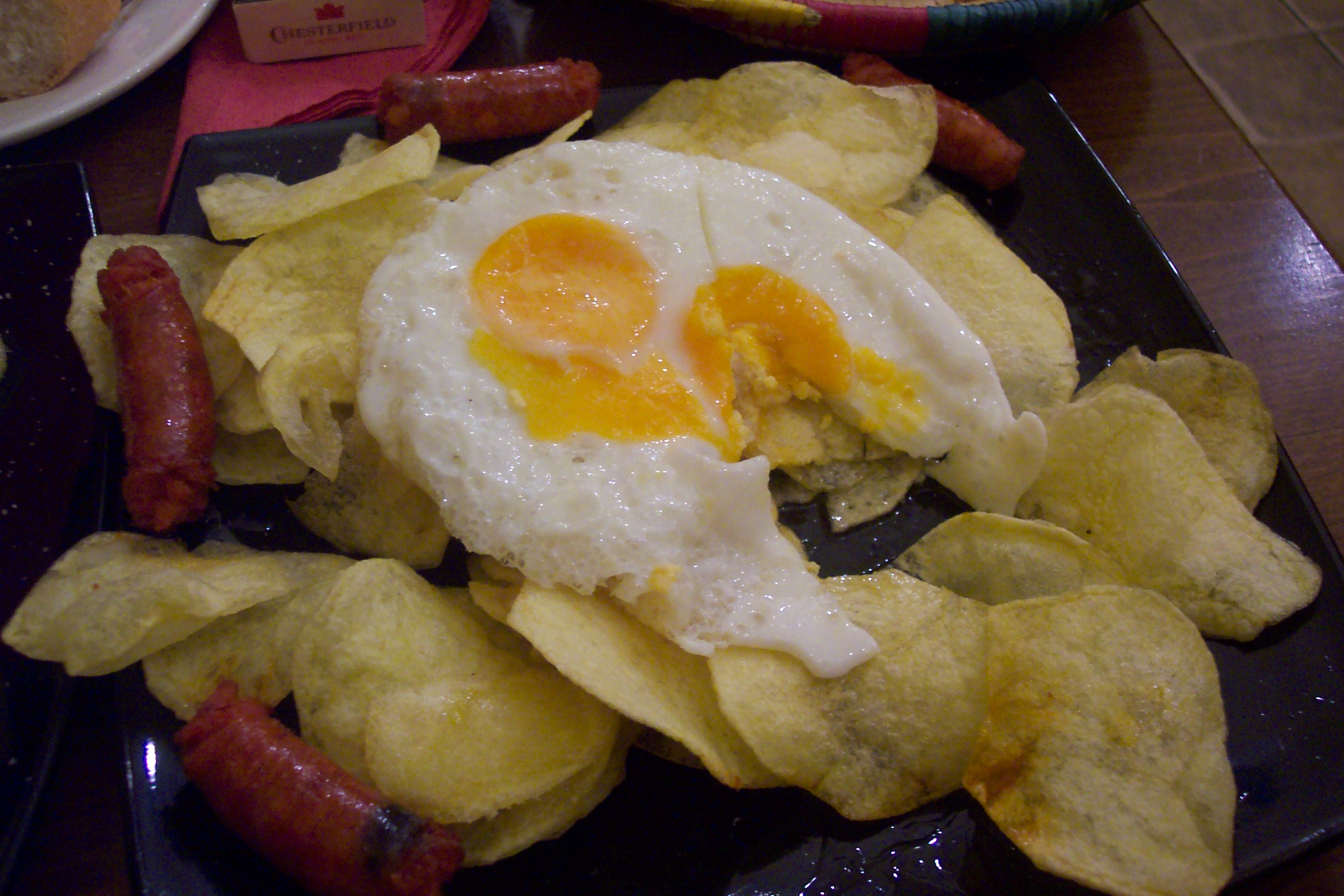
Ous estrellats amb xips i trossos de xistorra.

Ous estrellats, ous estrelats, ous cascats o ous en rovellet és una denominació per als ous ferrats en abundant oli d'oliva o en algun altre oli, molt comuna en la gastronomia espanyola. Actualment s'ha pres el nom per alguna preparació particular. Per exemple, a la cuina de Madrid es tracta d'un plat a base d'ous ferrats en paella (el rovell ha d'estar líquid) i acompanyats generalment de patates fregides (les versions més modernes fan servir xips) i algun element carni (generalment fumat: pernil o bacó) o embotit (com pot ser xoriço o xistorra). És un plat que se serveix necessàriament acabat d'elaborar, calent.

## Servei
Els ous estrellats se solen servir amb patates. Les mateixes patates serveixen per a furgar en el rovell de l'ou i treure'n el contingut a poc a poc. Els trossos carnis que acompanyen el plat solen ser: pernil, salsitxes, etc. Se serveixen en el mateix plat. Els ous remenats és una variants d'aquest plat, en què els ous se serveixen remenats.